# Receptor de adenosina
Os receptores de adenosina (ou receptores P1) são uma classe de receptores purinérgicos, receptores acoplados à proteína G com a adenosina como ligante endógena.